# Shiri Appleby
Shiri Freda Appleby, född 7 december 1978 i Los Angeles, Kalifornien, är en amerikansk film- och TV-skådespelare. Hon är mest känd efter sin roll som Liz Parker i TV-serien Roswell.

## Filmografi
| År   | Film                                  | Roll                                             | Noteringar           |
| ---- | ------------------------------------- | ------------------------------------------------ | -------------------- |
| 1987 | Blood Vows: The Story of a Mafia Wife |                                                  | TV-film              |
| 1987 | The Killing Time                      | Annie Winslow                                    |                      |
| 1988 | Curse II: The Bite                    | Grace                                            |                      |
| 1988 | Go Toward the Light                   | Jessica                                          | TV-film              |
| 1990 | I Love You to Death                   | Millie                                           | Tjej i parken        |
| 1992 | Perfect Family                        | Steff                                            | TV-film              |
| 1993 | Family Prayers                        | Nina                                             | aka A Family Divided |
| 1999 | Deal of a Lifetime                    | Laurie Petler                                    |                      |
| 1999 | Den första kärleken                   | Free sample girl                                 |                      |
| 1999 | The Thirteenth Floor                  | Bridget Manilla                                  |                      |
| 2000 | A Time for Dancing                    | Samantha "Sam" Russell                           |                      |
| 2002 | Swimfan                               | Amy Miller                                       |                      |
| 2003 | The Skin Horse                        | Carla                                            |                      |
| 2003 | The Battle of Shaker Heights          | Sarah                                            |                      |
| 2004 | Undertow                              | Violet                                           |                      |
| 2004 | Darklight                             | Lilith / Elle                                    | TV-film              |
| 2005 | 1/4life                               | Debra                                            | TV-film              |
| 2005 | When Do We Eat?                       | Nikki Stuckman                                   |                      |
| 2005 | Everything You Want                   | Abby Morrison                                    | TV-film              |
| 2005 | Kaos                                  | Amanda                                           |                      |
| 2005 | Pizza My Heart                        | Gina Prestolani                                  | TV-film              |
| 2006 | I-See-You.Com                         | Randi Sommers                                    |                      |
| 2006 | I'm Reed Fish                         | Jill Cavanaugh                                   |                      |
| 2006 | Thrill of the Kill                    | Kelly Holden                                     | TV-film              |
| 2006 | Carjacking                            | Cary                                             | Kortfilm             |
| 2007 | The Killing Floor                     | Rebecca Fay                                      |                      |
| 2007 | What Love Is                          | Debbie                                           |                      |
| 2007 | Charlie Wilson's War                  | En av Wilsons pressekreterare, "Charlies änglar" |                      |